# Olga Kijevska
Olga Kijevska ili Olga Prekrasna (starocrkvenoslavenski: Ольга; Pskov, nakon krštenja Helena) (?, oko 890. – Kijev, 11. srpnja 969.), kijevska kneginja od 945. do oko 963. kao regentkinja svome sinu Svjatoslavu. Poznata je kao prva vladarica Kijevska Rus'i koja se pokrstila, odnosno jedna od prvih istočnoslavenskih svetica, posvećena u 12. stoljeću.

## Životopis
Rodila se oko 890. u Pskovu (neki izvori navode Vybuty). Neki izvori također spominju da joj je otac bio varjaški knez Oleg. Postala je supruga kijevskog kneza Igora I. Godine 945. ili 957. Olga je došla u Carigrad gdje se pokrstila, a ceremoniju je detaljno opisao Konstantin VII. Porfirogenet. Na povratku se ispostavilo da njeni podanici osjećaju manje sklonosti prema kršćanstvu, uključujući sina Svjatoslava koji je ostao poganin. Nakon što je Svjatoslav postao knez, obavljala je upravne poslove dok je njezin sin ratovao. Kada su Pečenezi 969. napali i stavili pod opsadu Kijev, Olga je tada umrla. Dvadeset godina nakon njezine smrti, njezin unuk Vladimir I. Veliki primio je kršćanstvo i krstio Rusku zemlju. Spomendan joj se slavi 11. srpnja.

## Vanjske poveznice
- Olga Hrvatska enciklopedija

| Prethodnik:         | Kijevski knez | Nasljednik:               |
| Igor I. (912.-945.) | Kijevski knez | Svjatoslav I. (945.-972.) |